# Anatol Cheptine
Anatol Cheptine (n. 20 mai 1990, Tiraspol) este un fotbalist moldovean care evoluează pe postul de mijlocaș. Ultima dată a jucat la clubul FC Zimbru Chișinău în Divizia Națională.

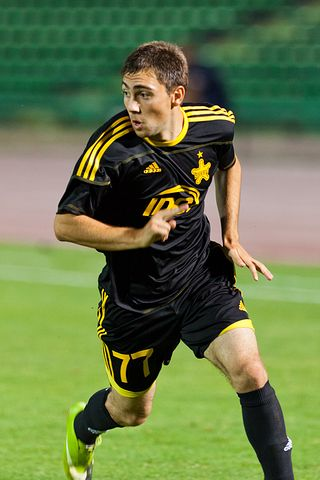
Anatol Cheptine la Sheriff

## Cariera internatională
Pe 29 martie 2011 Cheptine a debutat la echipa națională de fotbal a Moldovei într-un meci din cadrul preliminariilor pentru Euro 2012 împotriva Suediei.

## Palmares
Sheriff Tiraspol
- Divizia Națională: 2011–12

FC Tiraspol
- Cupa Moldovei: 2012–13

Zimbru Chișinău
- Cupa Moldovei: 2013–14
- Supercupa Moldovei: 2014